# Shaka Ponk
Shaka Ponk (teilweise abgekürzt als SHKPNK) ist eine Crossover-Band aus Frankreich, die seit 2004 in Berlin beheimatet ist. In ihrer Musik bedient sich die Band der Elemente verschiedenster Stilrichtungen wie Rock, Punk, elektronischer Musik und Hip-Hop, wobei die Texte meist in einer Mischung aus englischer, französischer und spanischer Sprache verfasst sind.

## Bandgeschichte
Die Bandmitglieder Frah, Thias, C.C., Bobee-O.D. und Goz verließen ihre Heimat Frankreich im September 2004 gen Berlin, da sie sich durch die strenge französische Radioquote in ihren Erfolgschancen und in ihrer Kreativität zu sehr eingeschränkt sahen, denn viele Teile ihrer Texte bedienen sich englischen Sprache, was ihre Medienpräsenz in Frankreich negativ beeinflusst. Die Band konnte in der Folge in Deutschland vor allem durch zahlreiche Live-Auftritte auf sich aufmerksam machen. Shaka Ponk absolvierten etliche Auftritte, unter anderem als Vorband für Mudvayne, Exilia und The Boss Hoss. Zuletzt unterstützten sie Such a Surge auf ihrer Abschiedstournee und wurden von einem bekannten österreichischen Erfrischungsgetränkehersteller für verschiedene Werbe- und Extremsportveranstaltungen gebucht.
Im Juli 2005 gelang es der Band, einen Plattenvertrag bei Edel Records zu erhalten. Der EP Hyppie Monkey vom Dezember 2005 folgte im März 2006 die Veröffentlichung der ersten Single und des ersten Albums namens Loco con da Frenchy Talkin’. Im Mai 2009 wurde Bad Porn Movie Trax, das zweite Studioalbum der Band veröffentlicht, nachdem man bereits zwei Monate zuvor die Single How We Kill Stars publiziert hatte. Das dritte Album The Geeks & The Jerkin’ Socks erschien im Juni 2011. Es erreichte mit Platz 14 die bis dahin höchste Platzierung der Alben der Band in den französischen Charts, das ausgekoppelte My Name Is Stain avancierte zum größten Hit der Band und stieg bis auf Platz 7 der Single-Charts.
2011 stieg das Album Sex, Plugs and Vidiot’Ape auf Platz 23 in Frankreich. Die folgenden Longplayer Loco con da Frenchy Talkin’ (Platz 166) und NRJ Sessions Shaka Ponk (Platz 144) fanden deutlich weniger Beachtung. Erst mit Geeks on Stage gelang die Rückkehr in die heimatlichen Top 20 (Platz 12). Den bisher größten Verkaufserfolg eines Albums erzielte Shaka Ponk 2014 mit dem The White Pixel Ape, das Platz 2 der französischen und Platz 16 der Schweizer Hitparade erklomm.

## Diskografie

### Alben
| Jahr | Titel Musiklabel                                                               | Höchstplatzierung, Gesamtwochen, AuszeichnungChartplatzierungen (Jahr, Titel, Musiklabel, Platzierungen, Wochen, Auszeichnungen, Anmerkungen) | Höchstplatzierung, Gesamtwochen, AuszeichnungChartplatzierungen (Jahr, Titel, Musiklabel, Platzierungen, Wochen, Auszeichnungen, Anmerkungen) | Anmerkungen                             |
| Jahr | Titel Musiklabel                                                               | FR | CH | Anmerkungen                             |
| ---- | ------------------------------------------------------------------------------ | --- | --- | --------------------------------------- |
| 2006 | Loco con da Frenchy Talkin’ Edel Records                                       | FR166 (5 Wo.)FR | — | Charteinstieg in FR erst 2012           |
| 2008 | Bad Porn Movie Trax Guess What ! (Wagram)                                      | FR101 (12 Wo.)FR | — | Erstveröffentlichung: 25. Mai 2009      |
| 2011 | The Geeks and the Jerkin’ Socks Guess What ! (Wagram)                          | FR14 (141 Wo.)FR | CH69 (3 Wo.)CH | Erstveröffentlichung: 6. Juni 2011      |
| 2011 | Sex, Plugs and Vidiot’Ape Guess What ! (Wagram)                                | FR23 (17 Wo.)FR | — |                                         |
| 2012 | NRJ Sessions Shaka Ponk                                                        | FR144 (1 Wo.)FR | — | Erstveröffentlichung: 9. April 2012     |
| 2013 | Geeks on Stage Tôt Ou Tard (Wagram)                                            | FR12 (22 Wo.)FR | — | Erstveröffentlichung: 18. November 2013 |
| 2014 | The White Pixel Ape (Smoking Isolate to Keep in Shape) Tôt Ou Tard (Wagram)    | FR2 (41 Wo.)FR | CH16 (10 Wo.)CH | Erstveröffentlichung: 17. März 2014     |
| 2014 | The Black Pixel Ape (Drinking Cigarettes to Take a Break) Tôt Ou Tard (Wagram) | FR4 (25 Wo.)FR | CH54 (2 Wo.)CH | Erstveröffentlichung: 3. November 2014  |
| 2017 | The Evol’ Tôt Ou Tard (Wagram)                                                 | FR8 Gold · (41 Wo.)FR | CH25 (3 Wo.)CH | Erstveröffentlichung: 17. November 2017 |
| 2020 | Apelogies Tôt Ou Tard (Wagram)                                                 | FR22 (8 Wo.)FR | — | Erstveröffentlichung: 6. November 2020  |
| 2023 | Shaka Ponk Tôt Ou Tard (Wagram)                                                | FR2 Platin · (61 Wo.)FR | CH99 (1 Wo.)CH | Erstveröffentlichung: 16. Juni 2023     |

Weitere Alben
- 2013: Monkeys in Bercy (Livealbum)

### EPs
| Jahr | Titel       | Höchstplatzierung, Gesamtwochen, AuszeichnungChartplatzierungen (Jahr, Titel, Platzierungen, Wochen, Auszeichnungen, Anmerkungen) | Höchstplatzierung, Gesamtwochen, AuszeichnungChartplatzierungen (Jahr, Titel, Platzierungen, Wochen, Auszeichnungen, Anmerkungen) | Anmerkungen                         |
| Jahr | Titel       | FR | CH | Anmerkungen                         |
| ---- | ----------- | --- | --- | ----------------------------------- |
| 2017 | Apetizer EP | FR143 (2 Wo.)FR | — | Erstveröffentlichung: 26. Juni 2017 |

Weitere EPs
- 2005: Hyppie Monkey
- 2006: Loco con da Frenchy Talkin’ Club EP

### Singles
| Jahr | Titel Album                                                                | Höchstplatzierung, Gesamtwochen, AuszeichnungChartsChartplatzierungen (Jahr, Titel, Album, Platzierungen, Wochen, Auszeichnungen, Anmerkungen) | Anmerkungen                            |
| Jahr | Titel Album                                                                | FR | Anmerkungen                            |
| ---- | -------------------------------------------------------------------------- | --- | -------------------------------------- |
| 2012 | My Name Is Stain The Geeks and the Jerkin’ Socks                           | FR7 (59 Wo.)FR |                                        |
| 2012 | Let’s Bang The Geeks and the Jerkin’ Socks                                 | FR55 (28 Wo.)FR |                                        |
| 2012 | I’m Picky The Geeks and the Jerkin’ Socks                                  | FR28 (65 Wo.)FR |                                        |
| 2013 | Sex Ball The Geeks and the Jerkin’ Socks                                   | FR145 (2 Wo.)FR |                                        |
| 2014 | Wanna Get Free The White Pixel Ape (Smoking Isolate to Keep in Shape)      | FR45 (17 Wo.)FR |                                        |
| 2014 | Scarify The White Pixel Ape (Smoking Isolate to Keep in Shape)             | FR81 (3 Wo.)FR |                                        |
| 2014 | Altered Native Soul The White Pixel Ape (Smoking Isolate to Keep in Shape) | FR98 (2 Wo.)FR |                                        |
| 2014 | Story O’ My LF The White Pixel Ape (Smoking Isolate to Keep in Shape)      | FR89 (11 Wo.)FR |                                        |
| 2018 | Smells Like Teen Spirit Apelogies                                          | FR22 Gold · (15 Wo.)FR | Erstveröffentlichung: 13. Februar 2018 |

Weitere Singles
- 2006: Fonk Me
- 2006: Hell’o
- 2009: How We Kill Stars
- 2017: Wrong Side